# Dipper Pines
Mason "Dipper" Pines é um personagem fictício e um dos personagens principais da série do Disney XD Gravity Falls. Jason Ritter dá a voz ao personagem nos Estados Unidos, enquanto Thiago Keplmair fica responsável pela dublagem brasileira. O personagem é inspirado na infância do criador da série, Alex Hirsch. Sua primeira aparição foi no episódio piloto, "Armadilha Para Turistas", e decorreu até o fim da série. Dipper, juntamente com sua irmã gêmea Mabel Pines e seu tio-avô Stan, aparecem em todos os episódios do show. Dipper é também o personagem principal da curta "Guia do Dipper para o Inexplicável" e também aparece no "Consertos com o Soos" e "Guia da Mabel para a Vida", geralmente para corrigir a informação obviamente obtida da Mabel.
Dipper é um rapaz de 12 anos de idade (13 anos de idade no final da série) que, juntamente com sua irmã gêmea Mabel, é enviado para passar suas férias de verão na armadilha turística de seu tio-avô chamada Cabana do Mistério. Ele se esforça para descobrir os segredos da cidade ficcional de Gravity Falls e dar explicações para situações estranhas após encontrar um livro catalogando anomalias monstruosas em Gravity Falls. Ele é ajudado por sua gêmea enérgica e alegre, Mabel, e Soos, o auxiliar da cabana. Eles muitas vezes acabam lidando com ou encontrando várias criaturas sobrenaturais ou lendárias, como gnomos, demônios, extraterrestres e minotauros. Dipper aborda esses mistérios com a ajuda do diário encontrado na floresta - um livro grande, com uma capa vermelha que contém uma mão de ouro e o número "3" inscrito nela. Esse diário descreve muitas das ocorrências sobrenaturais de Gravity Falls. Em "Espanto-oke", ele descobriu que havia uma grande quantidade de anotações no Diário que só é visível sob luz negra.
Dipper é muito corajoso e determinado para um pré-adolescente, e luta com os problemas da puberdade. Ele é dedicado a resolver os mistérios de Gravity Falls que ele descobriu, o que muitas vezes o coloca em desacordo com seu Tivô Stan.
As aventuras de Dipper e sua irmã são inspiradas pela infância do criador da série Alex Hirsch e sua própria irmã gêmea, Ariel Hirsch. Como um personagem, Dipper foi criticamente bem recebido. Ele aparece em vários produtos comercializados a partir da série, como em roupas e em vídeogames.

## Vida emGravity Falls
Dipper Pines é um garoto curioso, inteligente e inventivo do Piedmont, Califórnia, forçado a passar seu verão junto com seu tio Stan na cidade ficcional de Gravity Falls, Oregon. Ele é acompanhado por sua irmã gêmea, Mabel Pines. É retratado como esperto, sábio, gentil, convencional, e muito lógico, mostrando o conhecimento em várias áreas como a história, criptografia, quebra-cabeça, etc.
O Dipper veste um chapéu branco e azul da marca registrada com um símbolo de um pinheiro azul na parte dianteira, que obteve da loja de lembranças da barraca. Ele também veste um colete azul marinho, camiseta vermelha, shorts cinza, tênis pretos e um relógio de pulso. Em "Dipper em Dobro", revela-se que Dipper obtém seu apelido de uma marca de nascimento na testa na forma da Ursa Maior, que ele esconde com suas franjas. Seu nome verdadeiro nunca foi revelado na série, no entanto, no livro "Gravity Falls: Diário 3", um guia sobre a série, Dipper diz que seu nome é "Mason" para seu tio Stanford Pines.
Em "A Inconveniência", é revelado que Dipper tinha uma queda por uma garota local, Wendy Corduroy, que trabalha meio período na Cabana do Mistério, que é três anos mais velha do que ele. Ele geralmente tenta impressioná-la e frequentemente se encontra em situações difíceis como resultado. No episódio "Entrando no Depósito", Wendy finalmente descobre a paixão de Dipper por ela, embora ela também revele que a mesma sempre suspeitou disso. Dipper também é extremamente protetor de sua irmã Mabel, fazendo tudo para protegê-la ou salvá-la de problemas. Ele chega primeiro em Gravity Falls chateado em ir para uma cidade pequena e chata, com sua irmã gêmea Mabel para o verão, Mas por causa do interesse nos mistérios e na luxúria para a aventura começa ajustar à vida na cidade e tenta resolver mistérios, com sua irmã gêmea que vem longitudinalmente para a viagem. Dipper é mostrado como uma criança muito organizada, sempre trabalhando em um plano bem pensado.